# Boy Blue
«Boy Blue» — четвёртый сингл со второго альбома Синди Лопер True Colors.

## Информация о сингле
Авторы «Boy Blue» — Синди Лопер, Стивен Броутон Лант и Джефф Бова.
Песня написана под впечатлением от стихотворения Юджина Филда «Little Boy Blue», в котором рассказывается о забытых игрушках мальчика (собачке и солдатике). Сама песня посвящена другу Синди, умершему от СПИДа. Все доходы от продажи сингла были пожертвованы в организации по борьбе с этой болезнью.
Видеоклип, ставший популярным на MTV в июне — июле 1987 года, представляет собой запись концертного выступления Синди в Париже.
«Boy Blue» стал первым синглом Синди, не добившемся значительного успеха в американских чартах, где он поднялся лишь до 71-го места.

## Чарты
| Страна | Позиция в чарте |
| ------ | --------------- |
| Италия | 49              |
| США    | 71              |

## Официальные версии
1. Live Version 5:36
2. Remix 3:58